# Thomas-François Dalibard
Pour les articles homonymes, voir Dalibard.
Thomas-François Dalibard est un naturaliste français, né à Crannes-en-Champagne le 5 novembre 1709, mort en 1778.
Il fut un des premiers à introduire en France la méthode de von Linné et publia en 1749, sous le titre de Florae Parisiensis prodromus ou Catalogue des plantes qui naissent dans les environs de Paris, une flore où les plantes sont distribuées d'après le système binominal du savant suédois.

## Biographie
Il apporta la première preuve expérimentale de la présence d'électricité dans les nuages orageux. Cette expérience date du 10 mai 1752, tandis que Franklin fit son expérience en septembre 1752. Sur la suggestion de Buffon, Dalibard avait dressé dans le jardin de sa maison de Marly la Ville (Val d'Oise) une grande verge de fer pointue. Il fut aussi le premier à répéter les expériences de Benjamin Franklin sur l'électricité atmosphérique et traduisit ses écrits. En effet, à la demande de Buffon dont il était le disciple, il traduisit et publia en 1752 les Expériences et observations que Collison avait publiées en Angleterre. Dans la deuxième édition de 1756, il y inclut le rapport de ses propres expériences menées à Marly-la-Ville le 10 mai 1752, selon la méthode Franklin: on pouvait produire des étincelles par temps d'orage grâce à une longue tige de fer dressée vers le ciel et un condenseur (boîte ou bouteille de Leyde). Grâce à Dalibard, l'Académie des sciences reconnut les travaux de Franklin qui devint célèbre pour avoir démontré que les orages sont un phénomène électrique dont l'on peut se prémunir avec un paratonnerre (en prenant certaines précautions toutefois).

### Vie privée
Il est gouverneur de Dupin de Chenonceaux puis devient en 1751 le caissier de son demi-frère, Dupin de Francueil, receveur général des finances des généralités de Metz et d'Alsace. À la fin de l'année 1753, il demeure « chez M. de Nantouillet, fermier-général, rue Neuve-Saint-Augustin, vis-à-vis l’hôtel de la Vallière ». Il se marie en janvier 1754 avec Françoise Thérèse Aumerle de Saint-Phallier (vers 1722-1757), femme de lettres, ex-femme de chambre de Madeleine Elisabeth Roussel épouse du fermier général Pierre Dedelay de la Garde, et ancienne maîtresse du fils cadet des Dedelay.

## Œuvres
- Inca Garcilaso de la Vega, Histoire des Incas, rois du Pérou, nouvellement traduite de l'espagnol, 1744 : tome 1, tome 2
- Florae Parisiensis prodromus ou Catalogue des plantes qui naissent dans les environs de Paris, 1749
- Benjamin Franklin, Expériences et observations sur l'électricité faites à Philadelphie en Amérique, traduction de Dalibard, 1752, 2e édition 1756